# Ellersinghuizen
Ellersinghuizen est un hameau qui fait partie de la commune de Westerwolde, situé dans la province néerlandaise de Groningue. En 2009, Ellersinghuizen comptait environ 100 habitants.
Wollinghuizen est situé au sud de Vlagtwedde, sur le Ruiten-Aa.